# Walter Moers
Walter Moers (Mönchengladbach, 1957. május 24. –) német karikaturista, képregényrajzoló és író.

## Élete és munkássága
Walter Moers a gimnáziumot követően alkalmi munkákból élt, majd kereskedőnek tanult. A rajzolást autodidakta módon sajátította el.
Híres írótársához, Patrick Süskindhez hasonlóan kerüli a nyilvánosságot, alig ad interjúkat és csupán kevés fénykép kering róla. 
Később ez pozitívumot jelentett számára, hiszen miután képregényeiben kifigurázta Adolf Hitlert, számos fenyegető levelet kapott neonáciktól.
Moers művei 1984 óta jelennek meg. Eleinte elsősorban képregényeivel vált ismertté, amelyekből kitűnik iróniája és a politikailag korrekt vélekedések, felfogások tudatos megsértése. Számos műve a Kowalski és a Titanic című szatirikus lapokban jelent meg először. Utóbbi máig állandó munkatársként szerepelteti az írót.
1987-ben jelent meg első gyermekkönyve Die Schimauski-Methode címmel, majd 1999-ben első, inkább felnőtteknek szóló műve, a Die 13½ Leben des Käpt’n Blaubär. Ezzel a regénnyel és az ezt követőkkel elsősorban nyelvi leleményességénk és humorának köszönhetően széles körben is ismertté vált.

## Fontosabb képregények
- Kleines Arschloch, 1990
- Das kleine Arschloch kehrt zurück, 1991
- Schöner leben mit dem kleinen Arschloch
- Es ist ein Arschloch, Maria!, 1992
- Der alte Sack, ein kleines Arschloch und andere Höhepunkte des Kapitalismus, 1993
- Adolf, 1998
- Feuchte Träume, 1999
- Adolf, Teil 2, 1999
- Schwulxx-Comix, (Ralf Königgel), 2000

## Fontosabb regényei
- Die Schimauski-Methode, 1987

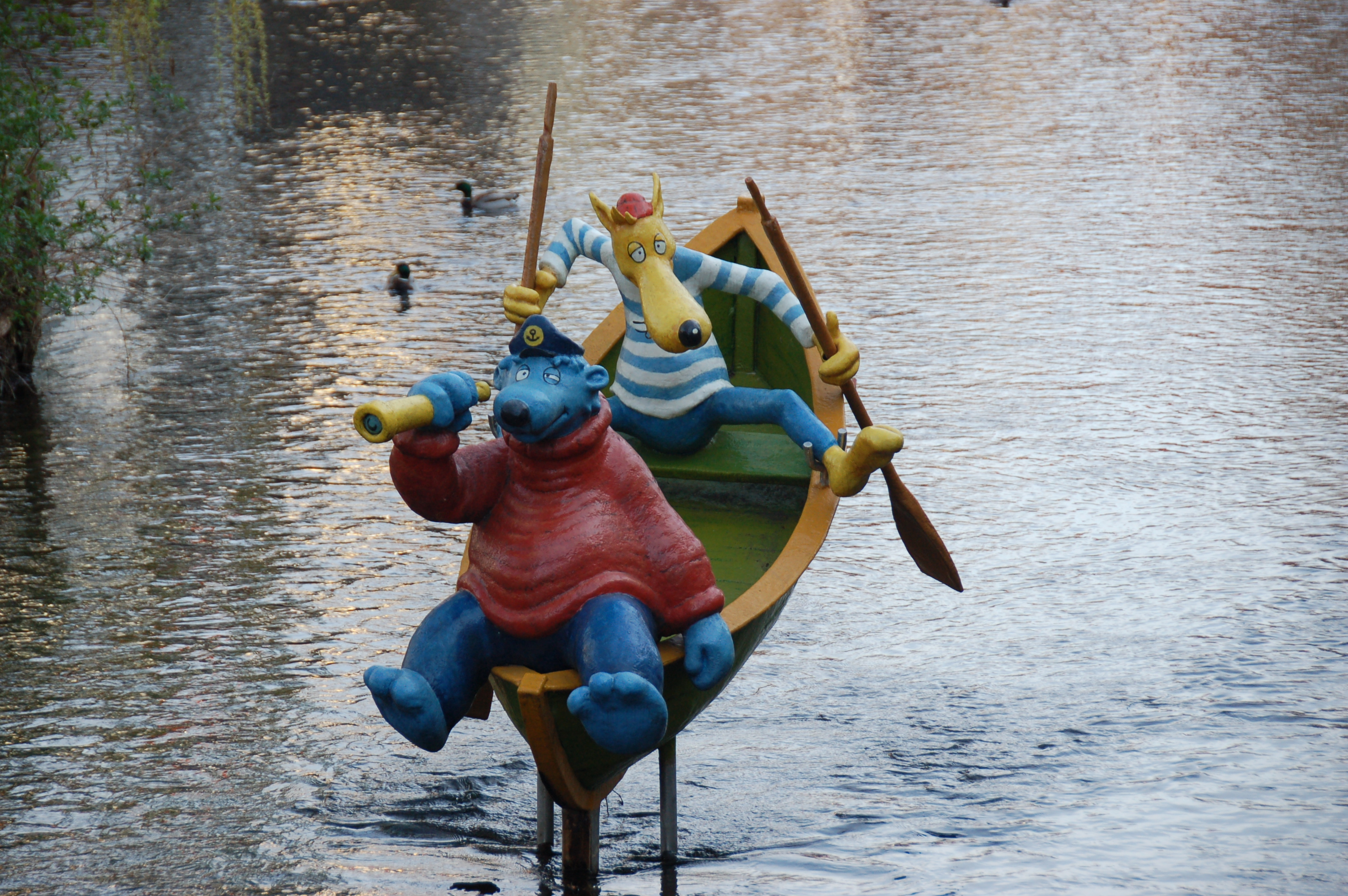
Käpt'n Blaubär (Kékmedve kapitány) és Hein Blöd. A Moers által megalkotott karakterek a Gera folyón Erfurtban

- Die 13½ Leben des Käpt’n Blaubär, 1999
- Ensel und Krete, 2000
- Rumo & Die Wunder im Dunkeln, 2003
- Die Stadt der Träumenden Bücher, 2004
- Der Schrecksenmeister, 2007
- Das Labyrinth der Träumenden Bücher, 2011

## Magyarul megjelent művei
- Az álmodó könyvek városa. Egy érzelmes dinoszaurusz úti emlékei. Hobigólemföldi regény. Írta Kisbárd Lombárd (Die Stadt der träumenden Bücher); hobigólemiből németre ford., ill. Walter Moers, magyarította Tandori Dezső; Szó, Bp., 2005
- Kisköcsög (Kleines Arschloch, in: Kretén humormagazin, 2006 óta, fordította Puller István)
- Adolf. Megin' itt vagyok!!; ford. Tandori Dezső; Szó, Bp., 2007